# Shinsaibashi
Shinsaibashi (心斎橋) est un quartier central d'Osaka (dans l'arrondissement de Chuo-ku) au Japon, connu pour être le plus commerçant de la ville. Une rue commerçante couverte s'articule autour de Shinsaibashi-suji (心斎橋筋).
Situé au nord de Dōtonbori et parallèle à l'est de la rue Mido-suji, on peut y voir de grands magasins illuminés 24 h/24 et des boutiques touristiques qui se trouvent concentrées autour de la zone. Shinsaibashi est accessible par le métro.